# Віа Коллатіна

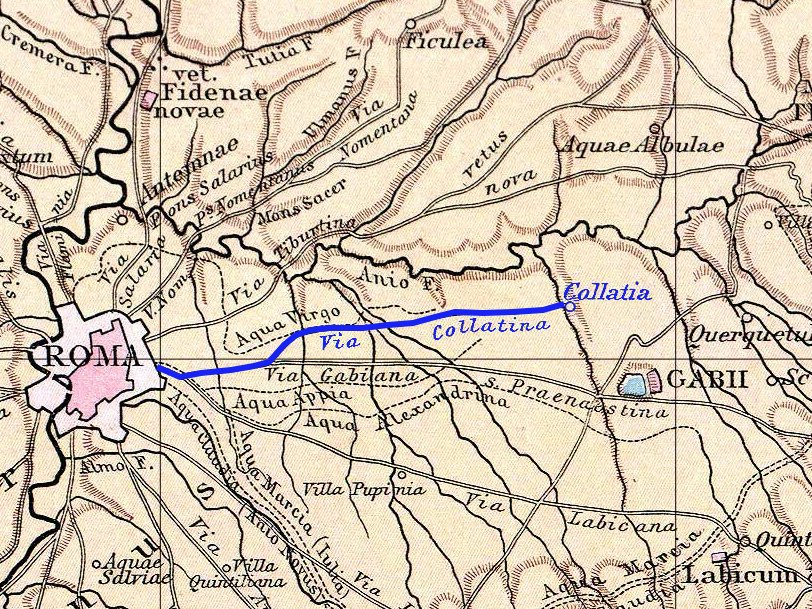
Віа Коллатіна

Віа Коллатіна (лат. Via Collatina) — римська дорога, яка з'єднувала Рим та Коллацію (лат. Collatia).
Починалась як відгалуження Тибуртинської дороги та йшла на схід вздовж акведука Аква Вірго до Коллації, яка розташована за 15 км від Риму.